# Loire Forez Agglomération
Ne doit pas être confondu avec Communauté d'agglomération de Loire Forez.
Loire Forez Agglomération est une communauté d'agglomération française, située dans le département de la Loire et la région Auvergne-Rhône-Alpes.

## Historique
La communauté d'agglomération Loire Forez est créée le 1er janvier 2017 par la fusion de la communauté d'agglomération de Loire Forez et des communautés de communes du Pays d'Astrée, des Montagnes du Haut Forez et du Pays de Saint-Bonnet-le-Château (à l'exception des communes d'Aboën, Rozier-Côtes-d'Aurec, Saint-Maurice-en-Gourgois et Saint-Nizier-de-Fornas qui rejoignent Saint-Étienne Métropole).
Entériné par un arrêté préfectoral du 16 octobre 2017, le conseil communautaire change la dénomination pour choisir « Loire Forez Agglomération ».
Le 1er janvier 2019, Saint-Julien-la-Vêtre et Saint-Thurin fusionnent pour constituer la commune nouvelle de Vêtre-sur-Anzon.
Le 1er janvier 2025, les communes de Débats-Rivière-d'Orpra, L'Hôpital-sous-Rochefort et Saint-Laurent-Rochefort fusionnent pour constituer la commune nouvelle de Solore-en-Forez et celles de La Côte-en-Couzan et de Saint-Didier-sur-Rochefort, la commune nouvelle de La Côte-Saint-Didier.

## Territoire communautaire

### Géographie

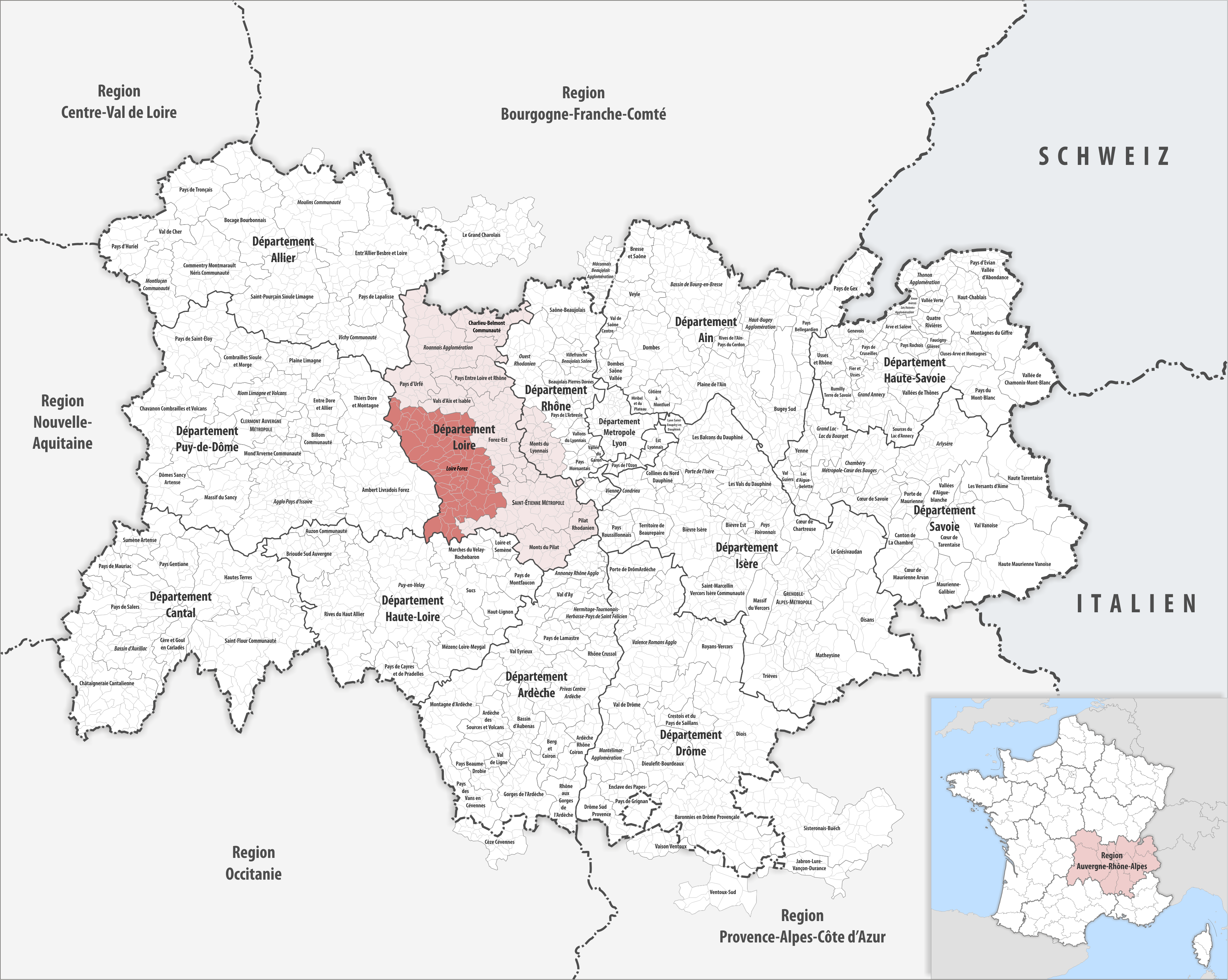
Loire Forez agglomération au sein de la région Auvergne-Rhône-Alpes

Le territoire reprend une grande partie du Forez, région naturelle et historique, principalement localisée dans le département de la Loire.
Elle comprend le versant est des Monts du Forez, où l’on trouve les Hautes Chaumes du Forez et la réserve naturelle régionale des Jasseries de Colleigne. La Loire passe à l’est, dans la plaine du Forez.
Quelques communes à l’ouest adhèrent au parc naturel régional Livradois-Forez.
On trouve au nord-ouest la station de montagne de Chalmazel et le domaine nordique du haut Forez.
Le GR3 traverse le territoire au sud-ouest, le GR89 au nord et le GR765 au centre.

### Composition
La communauté d'agglomération est composée des 84 communes suivantes :

| Nom                              | Code Insee | Gentilé           | Superficie (km2) | Population (dernière pop. légale) | Densité (hab./km2) |
| -------------------------------- | ---------- | ----------------- | ---------------- | --------------------------------- | ------------------ |
| Montbrison (siège)               | 42147      | Montbrisonnais    | 16,33            | 16 098 (2022)                     | 986                |
| Ailleux                          | 42002      | Ailleutains       | 9,31             | 179 (2022)                        | 19                 |
| Apinac                           | 42006      | Apinaquois        | 15,35            | 424 (2022)                        | 28                 |
| Arthun                           | 42009      | Arthunois         | 13,88            | 526 (2022)                        | 38                 |
| Bard                             | 42012      | Bardois           | 13,78            | 686 (2022)                        | 50                 |
| Boën-sur-Lignon                  | 42019      | Boënnais          | 6                | 3 017 (2022)                      | 503                |
| Boisset-lès-Montrond             | 42020      | Boissetaires      | 8,01             | 1 214 (2022)                      | 152                |
| Boisset-Saint-Priest             | 42021      | Groles ou Ayasses | 18,28            | 1 284 (2022)                      | 70                 |
| Bonson                           | 42022      | Bonsonnais        | 5,15             | 4 478 (2022)                      | 870                |
| Bussy-Albieux                    | 42030      | Bussygeois        | 19,65            | 542 (2022)                        | 28                 |
| Cervières                        | 42034      | Cerveras          | 7,56             | 99 (2022)                         | 13                 |
| Cezay                            | 42035      | Cezelens          | 10,52            | 208 (2022)                        | 20                 |
| Chalain-d'Uzore                  | 42037      | Chalinois         | 8,03             | 668 (2022)                        | 83                 |
| Chalain-le-Comtal                | 42038      | Chalainois        | 18,36            | 740 (2022)                        | 40                 |
| Chalmazel-Jeansagnière           | 42039      |                   | 53,39            | 448 (2022)                        | 8,4                |
| La Chamba                        | 42040      | Chambaciens       | 5,2              | 44 (2022)                         | 8,5                |
| Chambles                         | 42042      | Chamblous         | 18,9             | 1 071 (2022)                      | 57                 |
| La Chambonie                     | 42045      | Chambougnats      | 4,42             | 39 (2022)                         | 8,8                |
| Champdieu                        | 42046      | Champdieulats     | 18,2             | 2 035 (2022)                      | 112                |
| La Chapelle-en-Lafaye            | 42050      | Chapelois         | 8,99             | 137 (2022)                        | 15                 |
| Châtelneuf                       | 42054      | Castelnevins      | 8,48             | 354 (2022)                        | 42                 |
| Chazelles-sur-Lavieu             | 42058      | Chazellards       | 9,85             | 255 (2022)                        | 26                 |
| Chenereilles                     | 42060      | Chenereillois     | 8,97             | 536 (2022)                        | 60                 |
| La Côte-Saint-Didier             | 42217      |                   | 31,86            | 519 (2022)                        | 16                 |
| Craintilleux                     | 42075      | Craintillois      | 8,22             | 1 337 (2022)                      | 163                |
| Écotay-l'Olme                    | 42087      | Écotayiens        | 6,52             | 1 299 (2022)                      | 199                |
| Essertines-en-Châtelneuf         | 42089      | Essertinois       | 15,2             | 660 (2022)                        | 43                 |
| Estivareilles                    | 42091      | Estivaliens       | 22,56            | 709 (2022)                        | 31                 |
| Grézieux-le-Fromental            | 42105      | Grézolois         | 10,31            | 253 (2022)                        | 25                 |
| Gumières                         | 42107      | Gumièrois         | 16,12            | 319 (2022)                        | 20                 |
| L'Hôpital-le-Grand               | 42108      | Hospitaliers      | 12,86            | 1 073 (2022)                      | 83                 |
| Lavieu                           | 42117      | Lavuëns           | 4,45             | 111 (2022)                        | 25                 |
| Leigneux                         | 42119      | Leigneusiens      | 4,53             | 361 (2022)                        | 80                 |
| Lérigneux                        | 42121      |                   | 9,76             | 170 (2022)                        | 17                 |
| Lézigneux                        | 42122      | Lézignolais       | 15,04            | 1 747 (2022)                      | 116                |
| Luriecq                          | 42126      | Luriecquois       | 20,28            | 1 254 (2022)                      | 62                 |
| Magneux-Haute-Rive               | 42130      | Magneulats        | 12,56            | 560 (2022)                        | 45                 |
| Marcilly-le-Châtel               | 42134      | Marcillois        | 16,32            | 1 395 (2022)                      | 85                 |
| Marcoux                          | 42136      | Marcousats        | 15,3             | 783 (2022)                        | 51                 |
| Margerie-Chantagret              | 42137      |                   | 7,71             | 841 (2022)                        | 109                |
| Marols                           | 42140      | Marolais          | 14,94            | 460 (2022)                        | 31                 |
| Merle-Leignec                    | 42142      |                   | 16,17            | 326 (2022)                        | 20                 |
| Montarcher                       | 42146      | Archimontois      | 5,99             | 64 (2022)                         | 11                 |
| Montverdun                       | 42150      | Montverdunois     | 16,52            | 1 287 (2022)                      | 78                 |
| Mornand-en-Forez                 | 42151      | Mornandais        | 21,6             | 426 (2022)                        | 20                 |
| Noirétable                       | 42159      | Nétrablais        | 40,34            | 1 587 (2022)                      | 39                 |
| Palogneux                        | 42164      | Palognas          | 7,01             | 69 (2022)                         | 9,8                |
| Périgneux                        | 42169      | Pérignois         | 32               | 1 601 (2022)                      | 50                 |
| Pralong                          | 42179      | Pralonais         | 8,03             | 851 (2022)                        | 106                |
| Précieux                         | 42180      | Prescussériens    | 16,29            | 1 040 (2022)                      | 64                 |
| Roche-en-Forez                   | 42188      | Rochelois         | 23,33            | 252 (2022)                        | 11                 |
| Sail-sous-Couzan                 | 42195      | Couzanais         | 7,43             | 992 (2022)                        | 134                |
| Saint-Bonnet-le-Château          | 42204      | Cacamerlots       | 1,87             | 1 457 (2022)                      | 779                |
| Saint-Bonnet-le-Courreau         | 42205      |                   | 50,18            | 683 (2022)                        | 14                 |
| Saint-Cyprien                    | 42211      | Cypriennois       | 7,28             | 2 428 (2022)                      | 334                |
| Saint-Étienne-le-Molard          | 42219      | Stéphanois        | 16,55            | 1 032 (2022)                      | 62                 |
| Saint-Georges-en-Couzan          | 42227      | Saint-Georgiens   | 23,64            | 415 (2022)                        | 18                 |
| Saint-Georges-Haute-Ville        | 42228      |                   | 9,63             | 1 458 (2022)                      | 151                |
| Saint-Hilaire-Cusson-la-Valmitte | 42235      |                   | 18,31            | 334 (2022)                        | 18                 |
| Saint-Jean-la-Vêtre              | 42238      |                   | 16,22            | 310 (2022)                        | 19                 |
| Saint-Jean-Soleymieux            | 42240      | Saint-Joinards    | 16,47            | 844 (2022)                        | 51                 |
| Saint-Just-en-Bas                | 42247      | Saint-Justois     | 20,95            | 282 (2022)                        | 13                 |
| Saint-Just-Saint-Rambert         | 42279      | Pontrambertois    | 40,63            | 15 579 (2022)                     | 383                |
| Saint-Marcellin-en-Forez         | 42256      | Marcellinois      | 31,09            | 5 088 (2022)                      | 164                |
| Saint-Paul-d'Uzore               | 42269      |                   | 9,51             | 194 (2022)                        | 20                 |
| Saint-Priest-la-Vêtre            | 42278      |                   | 5,17             | 141 (2022)                        | 27                 |
| Saint-Romain-le-Puy              | 42285      | Romanais          | 21,14            | 4 121 (2022)                      | 195                |
| Saint-Sixte                      | 42288      | Saint-Sixtois     | 15,35            | 683 (2022)                        | 44                 |
| Saint-Thomas-la-Garde            | 42290      | Thomasiens        | 3,41             | 596 (2022)                        | 175                |
| Sainte-Agathe-la-Bouteresse      | 42197      | Saint-agathois    | 11,75            | 1 052 (2022)                      | 90                 |
| Sainte-Foy-Saint-Sulpice         | 42221      | Fidésiens         | 29,12            | 565 (2022)                        | 19                 |
| Sauvain                          | 42298      | Sauvagnards       | 30,23            | 373 (2022)                        | 12                 |
| Savigneux                        | 42299      | Savignolais       | 19,19            | 3 489 (2022)                      | 182                |
| Soleymieux                       | 42301      |                   | 8,8              | 716 (2022)                        | 81                 |
| Solore-en-Forez                  | 42084      |                   | 20,16            | 512 (2022)                        | 25                 |
| Sury-le-Comtal                   | 42304      | Suriquois         | 24,18            | 6 651 (2022)                      | 275                |
| La Tourette                      | 42312      | Tourtous          | 5,65             | 630 (2022)                        | 112                |
| Trelins                          | 42313      | Trelinois         | 8,09             | 672 (2022)                        | 83                 |
| Unias                            | 42315      | Uniassiens        | 5,37             | 455 (2022)                        | 85                 |
| Usson-en-Forez                   | 42318      | Ussonnais         | 47,24            | 1 461 (2022)                      | 31                 |
| La Valla-sur-Rochefort           | 42321      |                   | 8,98             | 103 (2022)                        | 11                 |
| Veauchette                       | 42324      | Veauchetaires     | 7,54             | 1 217 (2022)                      | 161                |
| Verrières-en-Forez               | 42328      | Verriériens       | 21,17            | 727 (2022)                        | 34                 |
| Vêtre-sur-Anzon                  | 42245      |                   | 20,25            | 565 (2022)                        | 28                 |

### Démographie
| 1968   | 1975   | 1982   | 1990   | 1999   | 2010    | 2015    | 2022    |
| ------ | ------ | ------ | ------ | ------ | ------- | ------- | ------- |
| 71 158 | 73 504 | 79 185 | 86 083 | 90 159 | 102 972 | 108 187 | 112 261 |

## Administration

### Siège
Le siège de la communauté d'agglomération est situé à Montbrison. En 2010, est construit l'hôtel de Loire-Forez, nouvel hôtel de la communauté d'agglomération, avec toiture terrasse végétalisée et chaudière bois.

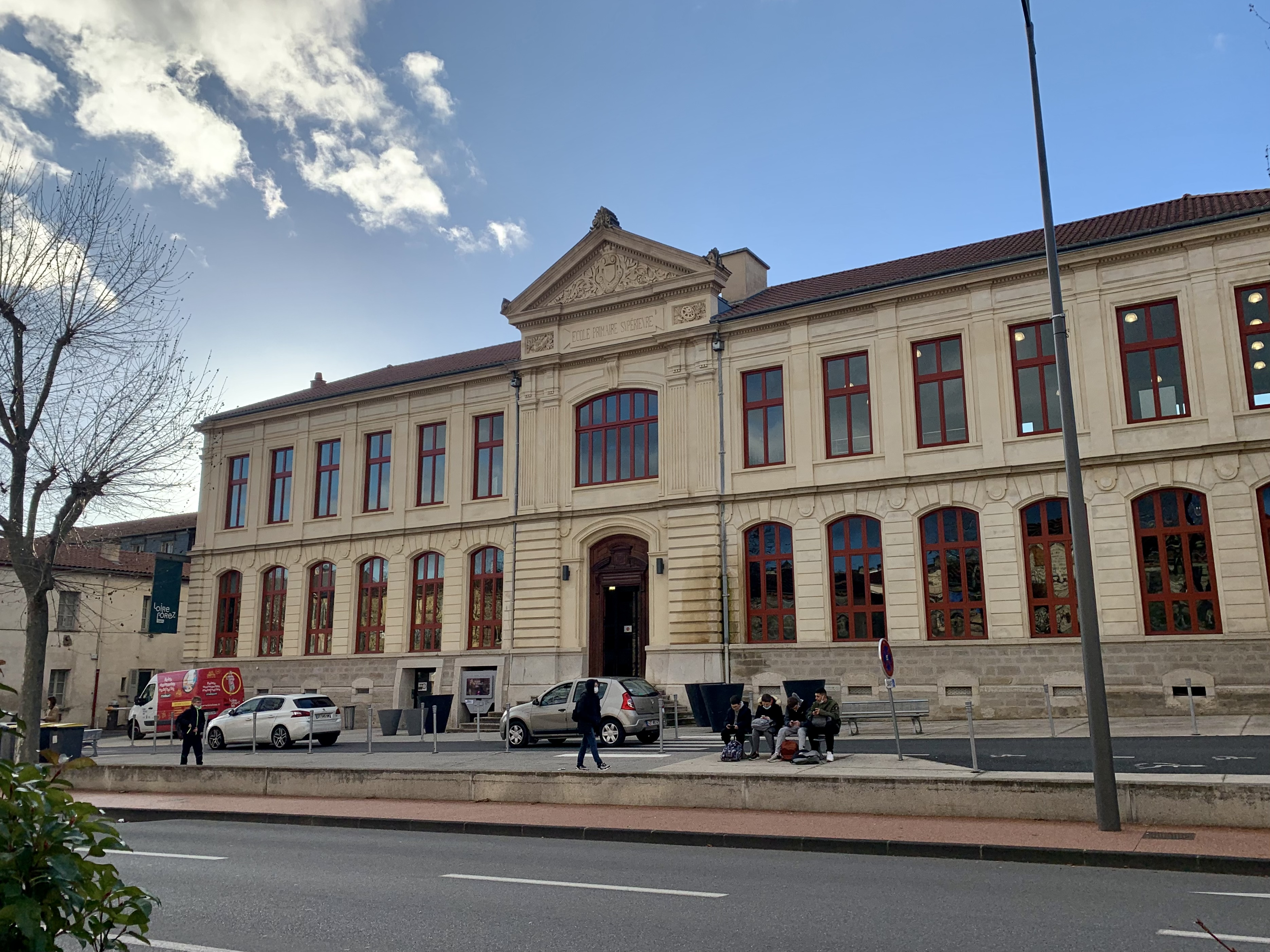
Siège de Loire Forez Agglomération à Montbrison.

### Les élus
La communauté d'agglomération est gérée par un conseil communautaire composé de 128 conseillers représentant chacune des communes membres et élus pour une durée de six ans.
Ils sont répartis comme suit :
| Nombre de conseillers | Communes                                                                 |
| --------------------- | ------------------------------------------------------------------------ |
| 14                    | Montbrison                                                               |
| 13                    | Saint-Just-Saint-Rambert                                                 |
| 5                     | Sury-le-Comtal                                                           |
| 4                     | Saint-Marcellin-en-Forez                                                 |
| 3                     | Boën-sur-Lignon, Bonson, Saint-Romain-le-Puy, Savigneux, Solore-en-Forez |
| 2                     | La Côte-Saint-Didier, Saint-Cyprien                                      |
| 1 (+1 suppléant)      | les 73 autres communes                                                   |

### Présidence
| Période      | Période      | Identité          | Étiquette | Qualité                                                                                       |
| ------------ | ------------ | ----------------- | --------- | --------------------------------------------------------------------------------------------- |
| janvier 2017 | juillet 2020 | Alain Berthéas    | UDI-LREM  | conseiller municipal Saint-Just-Saint-Rambert dirigeant de site industriel Ganzoni / Sigvaris |
| juillet 2020 | En cours     | Christophe Bazile | DVD       | maire de Montbrison vétérinaire                                                               |

### Compétences
La communauté d'agglomération adhère au syndicat intercommunal d'énergies de la Loire.
Elle est également chargée de l'exploitation d'un réseau de navettes urbaines. Il existe deux lignes, la première partant de Montbrison (Zone des Granges) et allant à l'étang de Savigneux en passant par les différents quartiers des deux communes. La seconde part du cimetière de Saint-Just à Saint-Just-Saint-Rambert et va jusqu'à la Gare de Bonson en traversant les différents quartiers des deux communes. Le service fonctionne toute l'année du lundi au samedi de 6h30 à 18h30 environ.

### Régime fiscal et budget
Le régime fiscal de la communauté d'agglomération est la fiscalité professionnelle unique (FPU).

## Pour approfondir